# Sean McGorty
Sean McGorty (* 8. März 1995 in Fairfax, Virginia) ist ein US-amerikanischer Leichtathlet, der sich auf den Langstreckenlauf spezialisiert hat.

## Sportliche Laufbahn
Sean McGorty wuchs in Chantilly in Virginia auf und studierte von 2014 bis 2018 an der renommierten Stanford University in Kalifornien. In den Jahren 2016 und 2018 wurde er NCAA-Collegemeister im 5000-Meter-Lauf und 2016 wurde er Hallenmeister über 3000 Meter sowie 2016 und 2018 in der Distanz-Staffel. 2021 siegte er in 8:20,77 min im Hindernislauf bei den USATF Golden Games und im Jahr darauf erreichte er bei den Weltmeisterschaften in Eugene mit 27:46,30 min Rang zwölf über 10.000 Meter. Anschließend siegte er in 29:23,77 min bei den NACAC-Meisterschaften in Freeport. 2023 schied er bei den Weltmeisterschaften in Budapest mit 13:40,28 min im Vorlauf über 5000 Meter aus und gelangte über 10.000 Meter mit 28:27,54 min auf Rang 16.

## Persönlichkeiten
- 1500 Meter: 3:36,61 min, 14. Juli 2018 in Kortrijk
- Meile: 3:54,51 min, 5. August 2022 in Raleigh
- 3000 Meter: 7:37,47 min, 6. Februar 2021 in Phoenix
  - 3000 Meter (Halle): 7:51,16 min, 27. Februar 2020 in Boston
- 2 Meilen: 8:45,61 min, 15. Juni 2013 in Greensboro
  - 2 Meilen (Halle): 8:33,41 min, 23. Februar 2019 in New York City
- 5000 Meter: 13:02,13 min, 15. Juli 2023 in Heusden-Zolder
  - 5000 Meter (Halle): 13:09,21 min, 12. Februar 2022 in Boston
- 10.000 Meter: 27:18,15 min, 6. März 2022 in San Juan Capistrano
- 3000 m Hindernis: 8:20,77 min, 9. Mai 2021 in Walnut